# Melanostomias melanops
Melanostomias melanops är en fiskart som beskrevs av Brauer 1902. Melanostomias melanops ingår i släktet Melanostomias och familjen Stomiidae. Inga underarter finns listade i Catalogue of Life.